# District de Senlis
4 janvier 1790 – 22 août 1795
(5 ans, 7 mois et 18 jours)
Entités précédentes :
- Généralité de Paris
  - Élection de Beauvais
  - Élection de Senlis

Entités suivantes :
- Arrondissement de Senlis

Le district de Senlis est une ancienne division territoriale française du département de l'Oise de 1790 à 1795.

## Composition

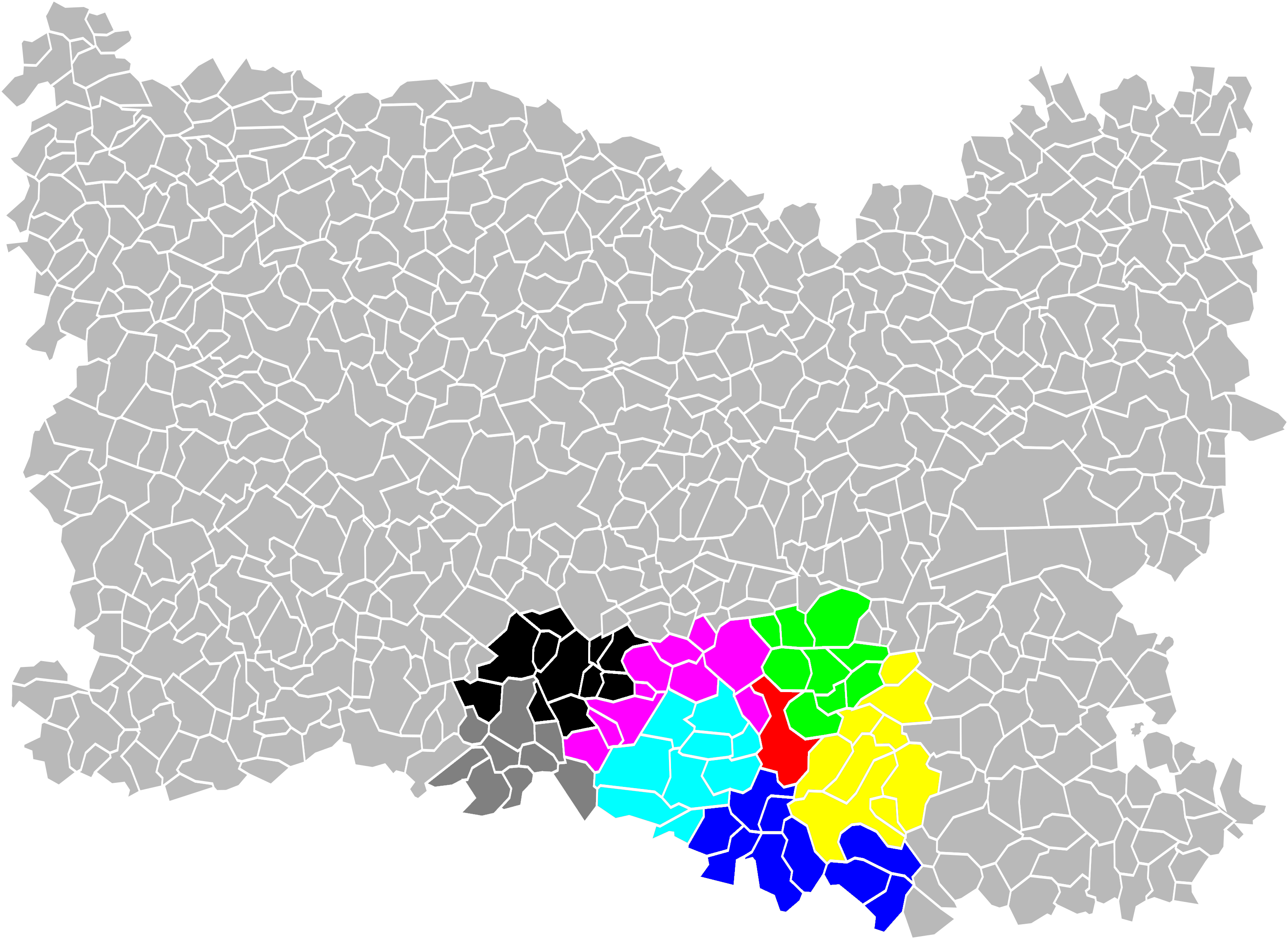
Répartition des cantons au sein du district :
Canton de Baron
Canton de Chambly
Canton de Chantilly
Canton de Creil
Canton de Mello
Canton de Plailly
Canton de Pont-Sainte-Maxence
Canton de Senlis

Il était composé des cantons de Baron, Chambly, Chantilly, Creil, Mello, Plailly et Pont-Sainte-Maxence et Senlis.

### Canton de Baron
| Communes          | Population (en 1793) | Superficie (en km2) | Canton en 1801       |
| ----------------- | -------------------- | ------------------- | -------------------- |
| Barbery,          | 179                  | 7,60                | Senlis               |
| Baron             | 654                  | 21,47               | Nanteuil-le-Haudouin |
| Borest            | 240                  | 12,78               | Senlis               |
| Bray,             | 80                   | —                   | Pont-Sainte-Maxence  |
| Fontaine-Chaalis, | 293                  | 33,11               | Senlis               |
| Montépilloy,      | 175                  | 5,86                | Senlis               |
| Mont-l'Évêque     | 354                  | 14,18               | Senlis               |
| Montlognon,       | 152                  | 5,24                | Senlis               |
| Raray             | 193                  | 6,72                | Pont-Sainte-Maxence  |
| Rully,            | 458                  | 15,45               | Pont-Sainte-Maxence  |
| Canton de Baron   | 2 778                | 122,41              |                      |

### Canton de Chambly
| Communes              | Population (en 1793) | Superficie (en km2) | Canton en 1801    |
| --------------------- | -------------------- | ------------------- | ----------------- |
| Belle-Église          | 277                  | 7,83                | Neuilly-en-Thelle |
| Boran-sur-Oise,       | 781                  | 11,25               | Neuilly-en-Thelle |
| Chambly               | 1 371                | 12,87               | Neuilly-en-Thelle |
| Crouy-en-Thelle,      | 374                  | 5,87                | Neuilly-en-Thelle |
| Fresnoy-en-Thelle,    | 369                  | 6,28                | Neuilly-en-Thelle |
| Le Mesnil-en-Thelle,  | 536                  | 6,09                | Neuilly-en-Thelle |
| Morancy,              | 51                   | —                   | —                 |
| Morangles             | 285                  | 5,93                | Neuilly-en-Thelle |
| Neuilly-en-Thelle,    | 1 001                | 15,73               | Neuilly-en-Thelle |
| Puiseux-le-Hauberger, | 279                  | 5,36                | Neuilly-en-Thelle |
| Canton de Chambly     | 5 324                | 77,21               |                   |

### Canton de Chantilly
| Communes              | Population (en 1793) | Superficie (en km2) | Canton en 1801 |
| --------------------- | -------------------- | ------------------- | -------------- |
| Apremont              | 445                  | 13,62               | Chantilly      |
| Avilly-Saint-Léonard, | 456                  | 11,96               | Chantilly      |
| Chantilly             | 2 029                | 16,19               | Chantilly      |
| Courteuil             | 321                  | 5,32                | Senlis         |
| Coye-la-Forêt,        | 675                  | 6,96                | Chantilly      |
| Gouvieux              | 1 226                | 23,25               | Chantilly      |
| Lamorlaye,            | 409                  | 15,34               | Chantilly      |
| Le Lys,               | 57                   | —                   | Chantilly      |
| Saint-Maximin         | 778                  | 12,33               | Chantilly      |
| Vineuil-Saint-Firmin, | 949                  | 7,78                | Chantilly      |
| Canton de Baron       | 7 345                | 112,75              |                |

### Canton de Creil
| Communes               | Population (en 1793) | Superficie (en km2) | Canton en 1801 |
| ---------------------- | -------------------- | ------------------- | -------------- |
| Aumont-en-Halatte,     | 221                  | 6,83                | Senlis         |
| Creil                  | 976                  | 11,09               | Creil          |
| Montataire             | 808                  | 10,66               | Creil          |
| Nogent-sur-Oise,       | 435                  | 7,46                | Creil          |
| Précy-sur-Oise,        | 863                  | 9,65                | Creil          |
| Saint-Leu-d'Esserent,  | 1 210                | 13,08               | Creil          |
| Thiverny               | 82                   | 2,06                | Creil          |
| Verneuil-en-Halatte,   | 1 332                | 22,26               | Creil          |
| Villers-Saint-Paul     | 409                  | 4,93                | Creil          |
| Villers-sous-Saint-Leu | 299                  | 4,37                | Creil          |
| Canton de Creil        | 6 635                | 92,39               |                |

### Canton de Mello
| Communes               | Population (en 1793) | Superficie (en km2) | Canton en 1801    |
| ---------------------- | -------------------- | ------------------- | ----------------- |
| Balagny-sur-Thérain,   | 506                  | 6,80                | Neuilly-en-Thelle |
| Blaincourt-lès-Précy,  | 536                  | 8,13                | Creil             |
| Cires-lès-Mello        | 1 124                | 16,73               | Creil             |
| Cramoisy               | 224                  | 6,30                | Creil             |
| Dieudonné              | 440                  | 10,38               | Neuilly-en-Thelle |
| Ercuis,                | 705                  | 4,38                | Neuilly-en-Thelle |
| Foulangues             | 193                  | 5,13                | Neuilly-en-Thelle |
| Maysel                 | 125                  | 3,71                | Creil             |
| Mello                  | 412                  | 3,35                | Creil             |
| Saint-Vaast-lès-Mello, | 410                  | 7,97                | Creil             |
| Ully-Saint-Georges,    | 1 018                | 18,71               | Neuilly-en-Thelle |
| Canton de Mello        | 5 693                | 91,59               |                   |

### Canton de Plailly
| Commune               | Population (en 1793) | Superficie (en km2) | Canton en 1801       |
| --------------------- | -------------------- | ------------------- | -------------------- |
| La Chapelle-en-Serval | 441                  | 10,81               | Senlis               |
| Ermenonville          | 477                  | 16,49               | Nanteuil-le-Haudouin |
| Ève                   | 494                  | 10,43               | Nanteuil-le-Haudouin |
| Mortefontaine,        | 378                  | 15,29               | Senlis               |
| Orry-la-Ville         | 531                  | 12,10               | Senlis               |
| Plailly               | 928                  | 16,25               | Senlis               |
| Pontarmé              | 280                  | 13,24               | Senlis               |
| Thiers-sur-Thève,     | 222                  | 6,25                | Senlis               |
| Ver-sur-Launette,     | 538                  | 13,18               | Nanteuil-le-Haudouin |
| Canton de Plailly     | 4 289                | c. 114,04           |                      |

### Canton de Pont-Sainte-Maxence
| Commune                       | Population (en 1793) | Superficie (en km2) | Canton en 1801      |
| ----------------------------- | -------------------- | ------------------- | ------------------- |
| Balagny-sur-Aunette,          | 85                   | —                   | Senlis              |
| Beaurepaire                   | 125                  | 5,07                | Pont-Sainte-Maxence |
| Brasseuse                     | 132                  | 8,30                | Pont-Sainte-Maxence |
| Chamant,                      | 264                  | 12,00               | Senlis              |
| Fleurines                     | 473                  | 11,95               | Pont-Sainte-Maxence |
| Ognon                         | 84                   | 4,82                | Senlis              |
| Pont-Sainte-Maxence,          | 2 875                | 8,23                | Pont-Sainte-Maxence |
| Pontpoint,                    | 940                  | 19,11               | Pont-Sainte-Maxence |
| Villeneuve-sur-Verberie,      | 212                  | 8,16                | Pont-Sainte-Maxence |
| Villers-Saint-Frambourg       | 438                  | 9,72                | Senlis              |
| Yviller,                      | 123                  | —                   | Pont-Sainte-Maxence |
| Canton de Pont-Sainte-Maxence | 5 751                | c. 87,36            |                     |

### Canton de Senlis
| Commune          | Population (en 1793) | Superficie (en km2) | Canton en 1801 |
| ---------------- | -------------------- | ------------------- | -------------- |
| Senlis           | 4 429                | 24,05               | Senlis         |
| Canton de Senlis | 4 429                | 24,05               |                |